# Сибирский углозуб
Сибирский углозуб, или четырёхпалый тритон (лат. Salamandrella keyserlingii) — вид тритонов, хвостатых земноводных из семейства углозубов.

## Описание
Размеры взрослых особей достигают 12—13 см, из которых меньше половины приходится на хвост (у самцов он длиннее, чем у самок). Наиболее активны они в сумерки и ночью, когда питаются наземными животными: червями, легочными моллюсками, насекомыми. Днём они скрываются под упавшими деревьями, в пнях, под лесной подстилкой. При длительном вынужденном пребывании на солнце становятся вялыми, и вскоре погибают. При температуре около 27° это земноводное погибает и в тени. Он имеет широкую, приплюснутую голову, сжатый с боков, но лишенный кожистых плавниковых складок хвост. Окраска серо-коричневая или буроватая с мелкими пятнышками и более светлой продольной полосой на спине. У сибирского углозуба только по 4 пальца на задних ногах, поэтому его называют четырёхпалым тритоном.

## Распространение
Сибирский углозуб встречается на Камчатке, Чукотке, Сахалине, Курильских островах, в Японии, Северо-Восточном Китае и Корее, Сибири, Урале. Известен в республиках Коми и Марий Эл, Архангельской, Нижегородской, Пермской, Кировской областях Европейской части России.
Единственный вид земноводных, хорошо приспособленный к жизни в зоне вечной мерзлоты (молодые углозубы переносили в эксперименте переохлаждение до −6°). Тесно связан с таёжными лесами и в тундру проникает только по пойменным лесам.
Наиболее характерные места обитания — долинные, низменные участки с поймами рек, болотами или некрупными озёрами, где углозубы встречаются в лесах различного рода: в хвойных, березовых, ольховых, смешанных и даже иногда в широколиственных.

## Размножение
Икрометание при температуре воды от +14° до +18°. Кладка — на коряге или водном растении. Развитие икры — до 4 недель. Примерно столько же развиваются личинки. На сушу выходят в августе, достигнув длины 30—40 мм. Половозрелость на 3 году жизни.

## Питание
Вне периода размножения животные находятся на суше. В воде личинки питаются мелкими ракообразными, моллюсками и насекомыми. В пище взрослых особей преобладают насекомые, моллюски, дождевые черви и другие беспозвоночные.

## Зимовка
Зимуют углозубы на суше, чаще в гниющих стволах упавших деревьев, используют они и всевозможные трещины и щели в почве. Во время спячки сибирский углозуб впадает в анабиоз, во время которого его организм практически не функционирует. Предварительно печень углозуба синтезирует количество глицерина, равное 37 % массы его тела, что позволяет переносить низкие температуры.
В 1972 году в вечной мерзлоте в районе реки Большой Кэмпэрлейм (альтернативное написание — «Большой Кепервеем», приток реки Малый Анюй) был найден замороженный экземпляр сибирского углозуба, который после оттаивания вернулся к нормальной жизни, через полгода его умертвили и радиоуглеродным методом определили возраст — 90±15 лет. В 1976 году был зафиксирован единственный достоверный (по состоянию на 2025 год) случай успешной зимовки личинки сибирского углозуба.
Весной, как только сходит снег, углозубы идут в воду для размножения.

## Генетические исследования
Время дивергенции видов S. tridactyla (schrenckii) и S. keyserlingii рода Salamandrella по данным исследования ядерной ДНК оценивается в 7,0 млн лет. Согласно результатам анализа митохондриальной ДНК, S. keyserlingii был обнаружен на всей территории ареала рода в Европе и Сибири, на юг вплоть до Малого Хингана на территории китайской провинции Хэйлунцзян, а также на островах Тихого океана. Географической границей, разделяющей два вида на территории КНР, является река Сунгари (Сунхуацзян). В составе S. keyserlingii гаплотипы митохондриальной ДНК группируются в три обособленные монофилетические клады, из которых наиболее базальное положение занимает линия, встречающаяся на островах Хоккайдо и Кунашир. К этой кладе, вероятно, относятся и некоторые популяции Хабаровского края и острова Сахалин.

## Фото

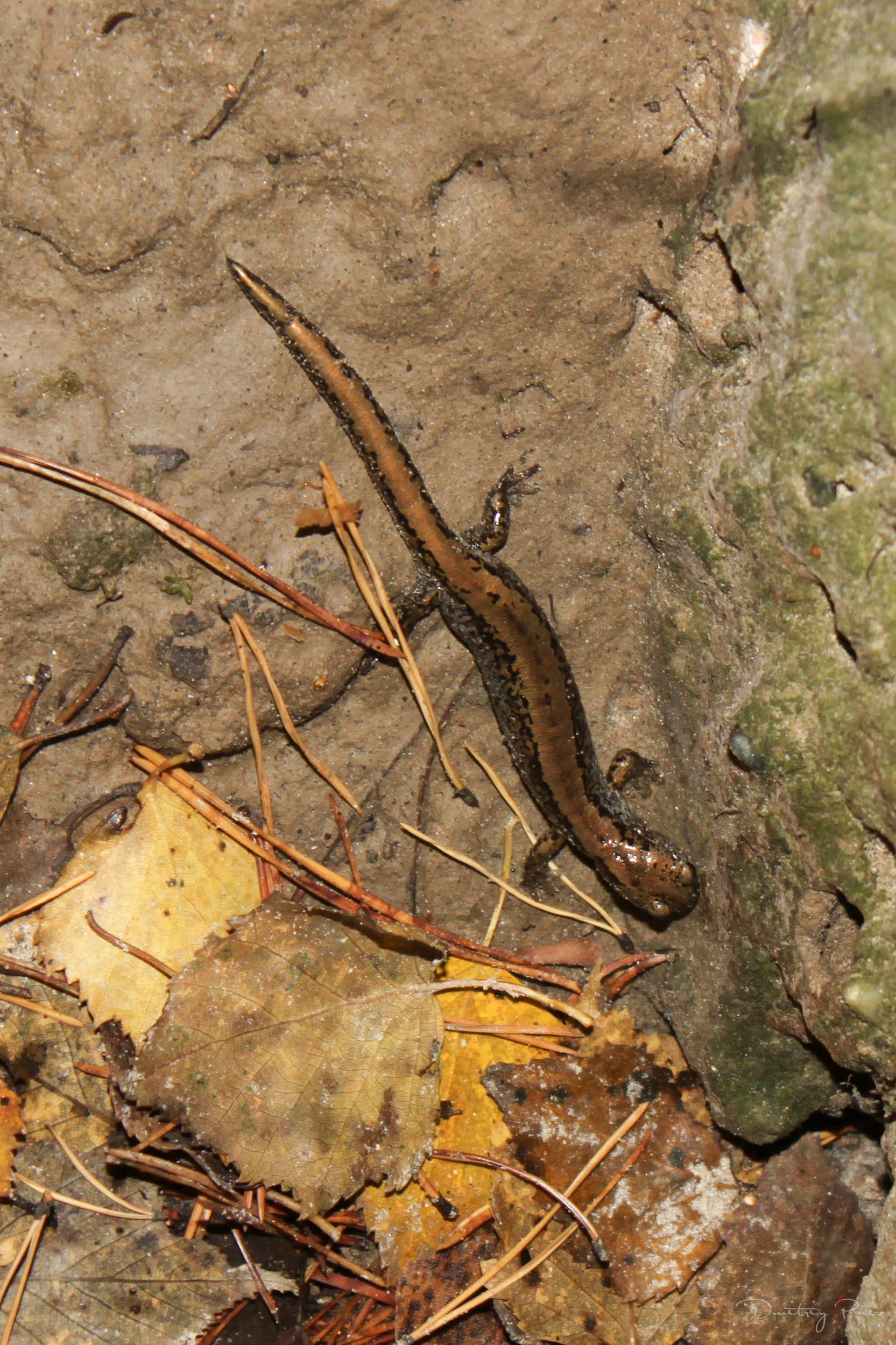
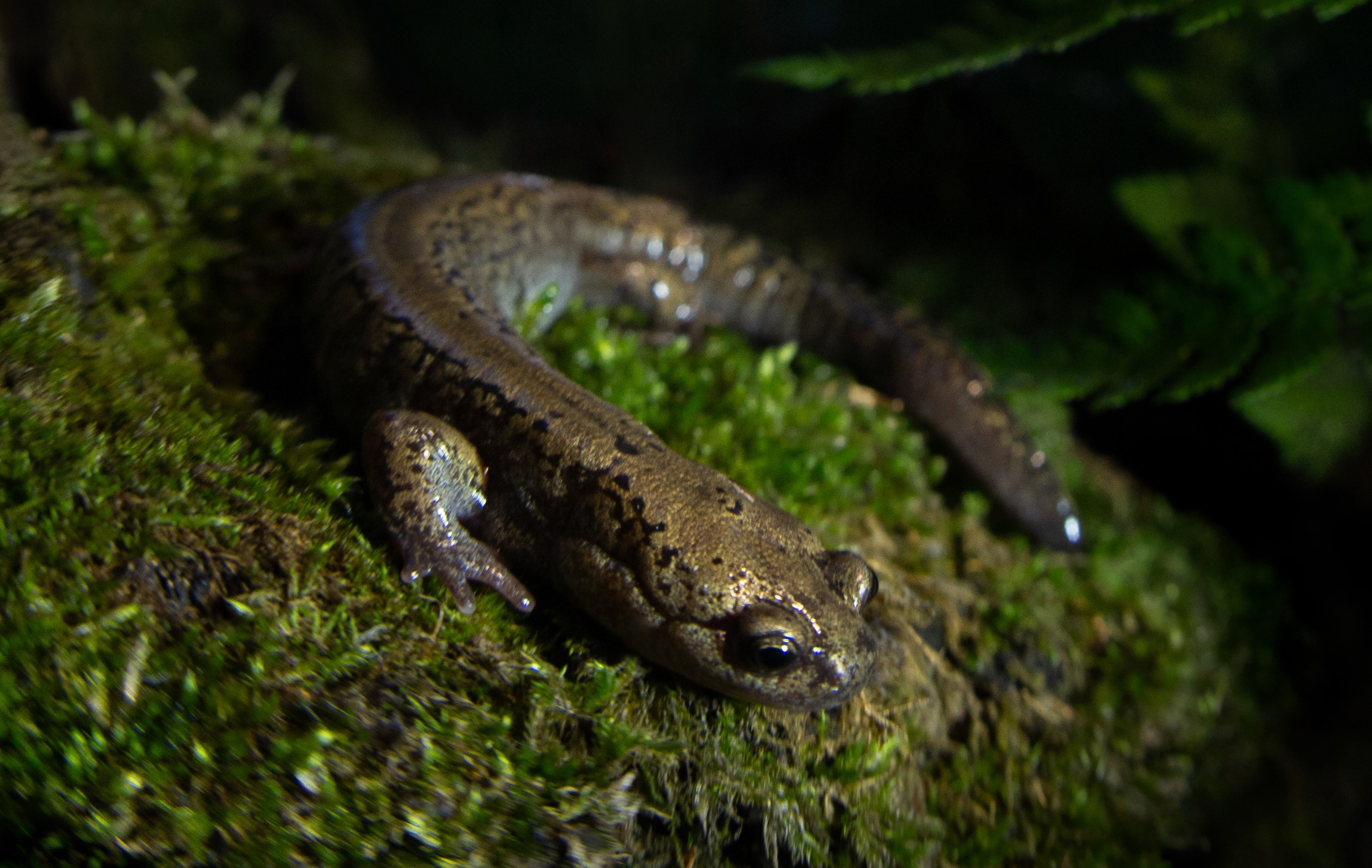
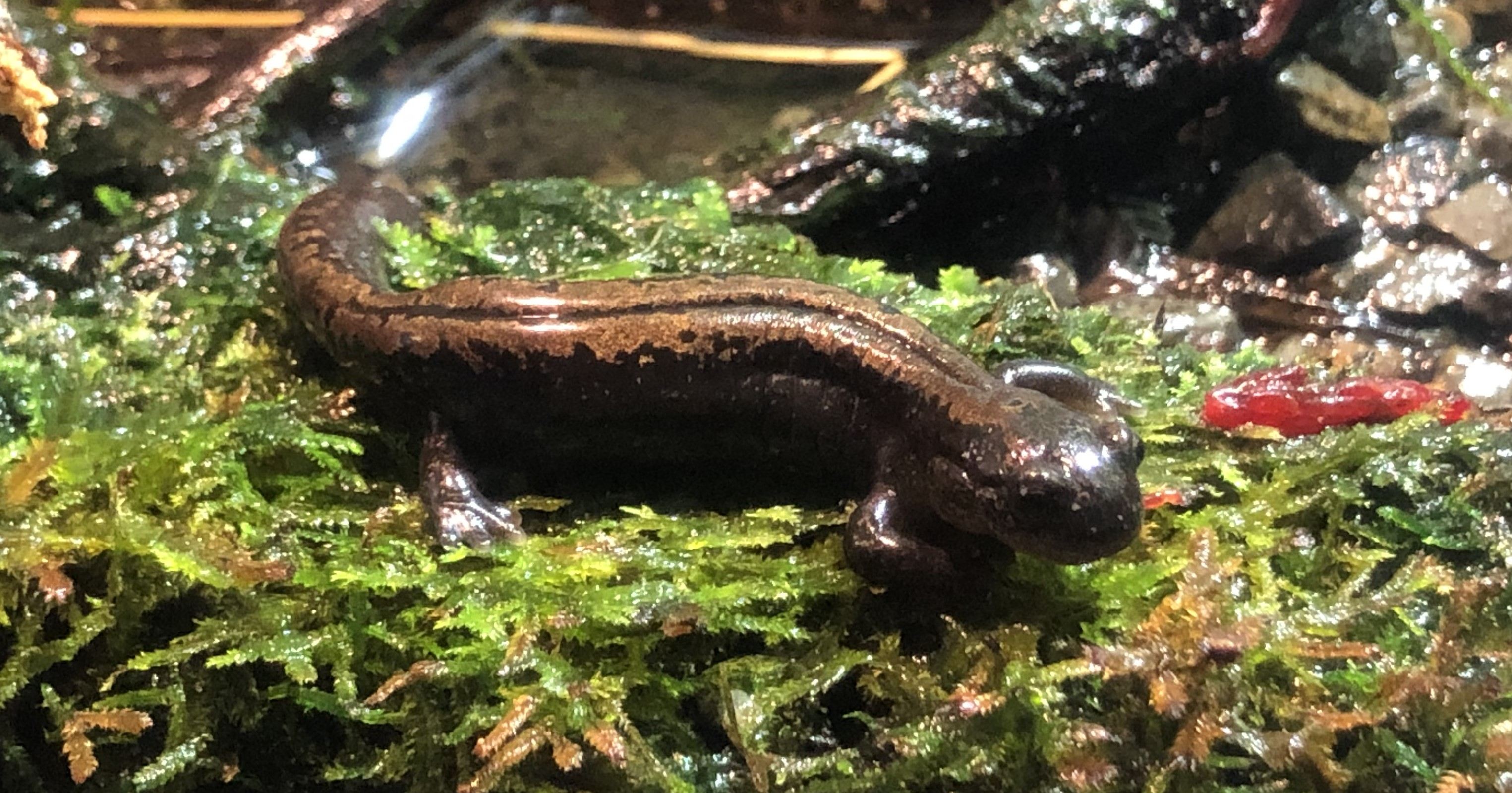
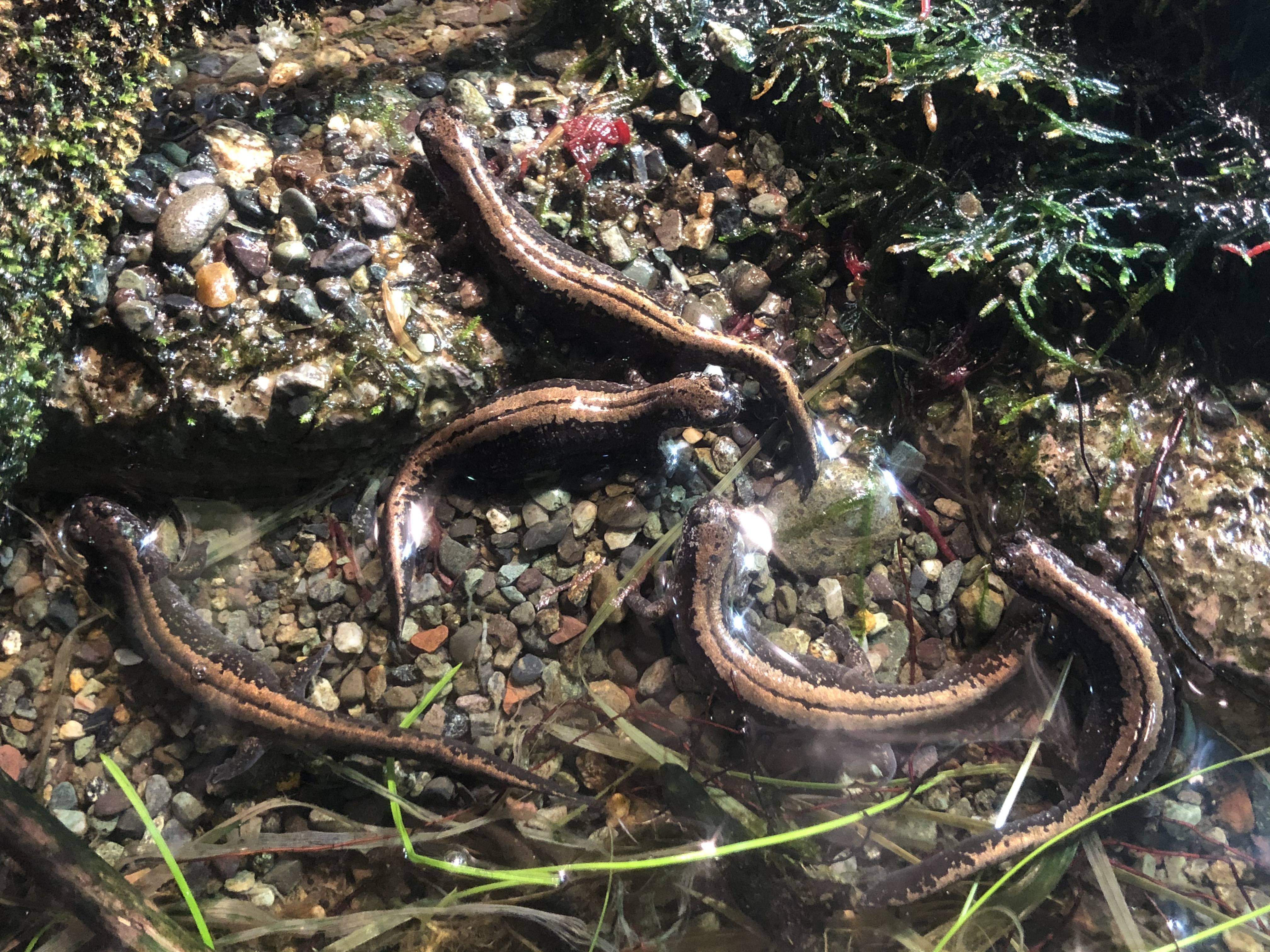
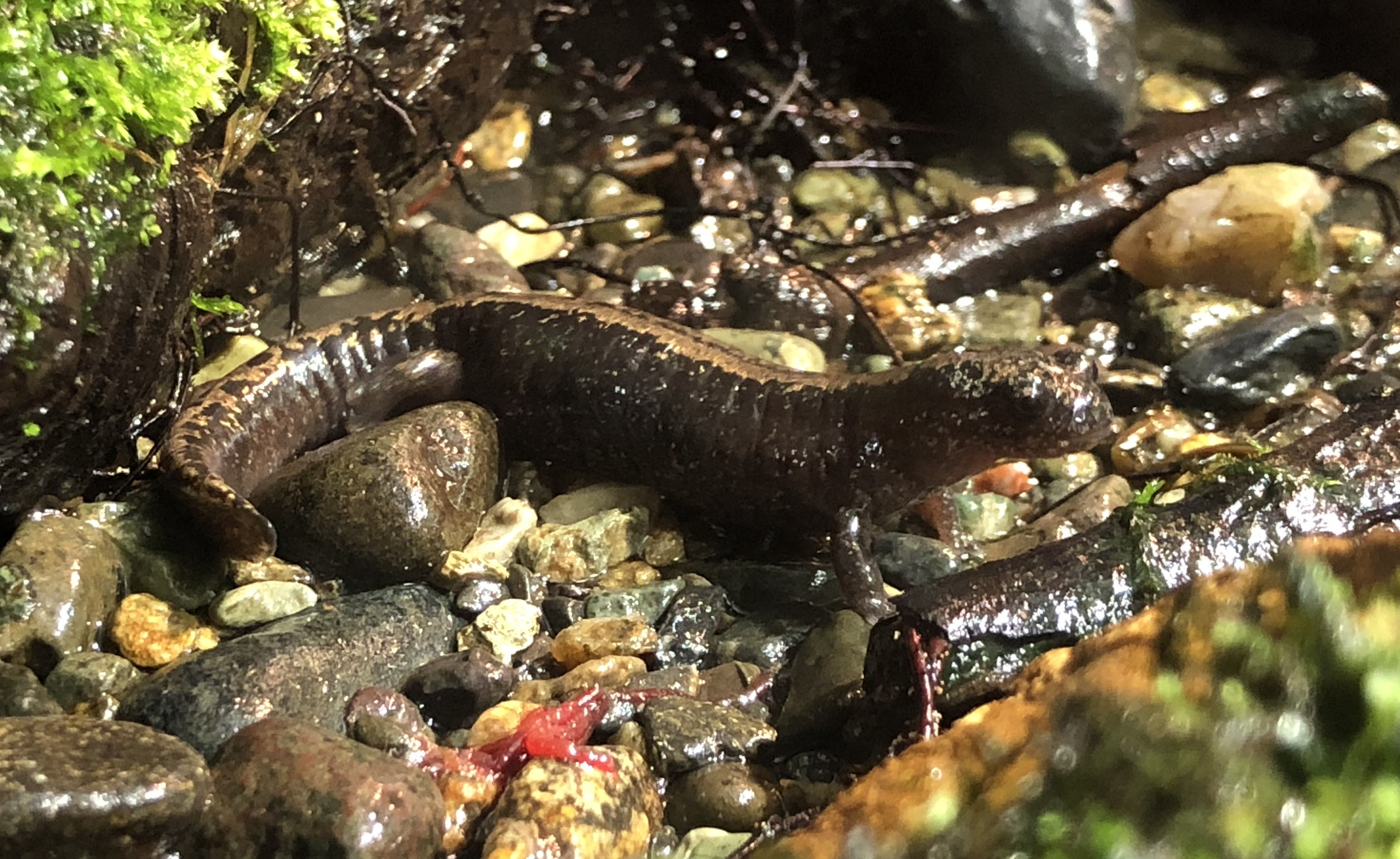